# Ontherus sextuberculatus
Ontherus sextuberculatus är en skalbaggsart som beskrevs av François Génier 1996. Ontherus sextuberculatus ingår i släktet Ontherus och familjen bladhorningar. Inga underarter finns listade i Catalogue of Life.